# 아케치 히데미쓰

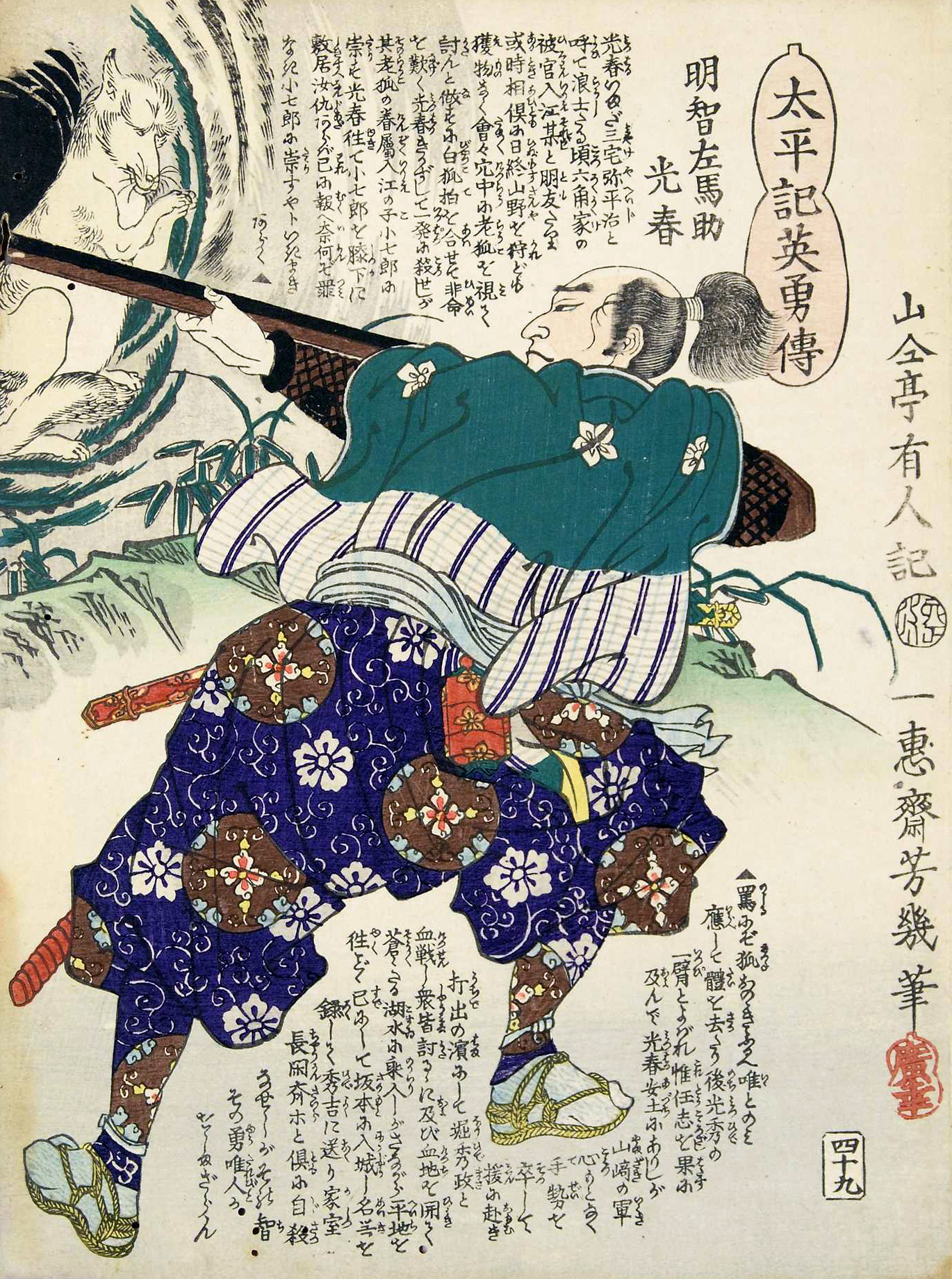
아케치 히데미쓰

아케치 히데미쓰(일본어: 明智秀満, 1536년?~ 1582년 7월 4일)는 센고쿠 시대부터 아즈치모모야마 시대의 무장이다. 오다 노부나가(織田信長)의 가신 아케치 미쓰히데(明智光秀)의 중신으로 혼노지의 변의 주모자이기도 하다. 미야케 히데토모의 아들이다.

## 생애

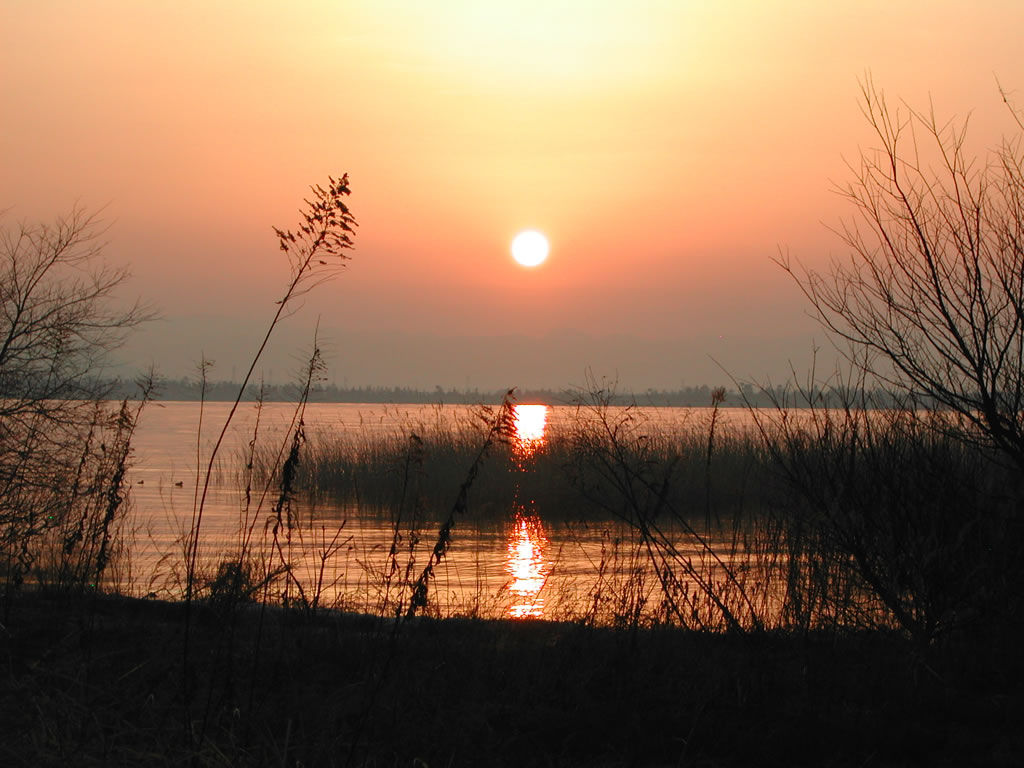
비와호

출생년에 관해서는 1536년 외 1535년설도 있다. 통칭은 미야케 야헤지, 아케치 사메노스케이다. 아버지 미야케 히데토모와 함께 아케치 미쓰히데를 모셨다. 부인은 미쓰히데의 차녀 가와테이다. 가와테는 처음 아라키 무라시게의 적자 무라쓰구에 시집을 가지만, [[오다 노부나가에 대한 무라시게의 모반으로 이혼하고, 히데미쓰와 재혼한다. 이 즈음 아케치 씨로 개명한다. 1582년 아케치 미쓰히데가 혼노지의 변을 일으켜 아케치 군의 선봉으로 혼노지를 급습한다. 이 후 아즈치 성을 수비하지만, 하시바 히데요시(羽柴秀吉)와의 야마자키 전투에서 미쓰히데가 전사하자 사카모토 성으로 이동해 미쓰히데의 가족을 죽인다, 그리고 성에 불을 지르고 자신도 자결한다. 비와호의 호수 위를 말로 건넜다는 [明智左馬助の湖水渡り(아케치 사메노스케(사마노스케)의 호수건너기)]란 전설이 남아있다.
일설에는 아케치 미쓰히데의 묘로 있는 사카모토 사이쿄지에 히데미쓰의 묘가 없고, 과거에 기록에도 이름이 없기 때문에 히데미쓰가 사카모토 성에서 자결했다는 데 의문을 품는 사람이 많다. 더욱이 히데미쓰의 아들 미야케 시게토시는 데라가와 가타타카의 가신이 되었고, 아마쿠사 도미오카 성 조다이(성을 대리관리)를 지낸 바 있다. 이때 아마쿠사의 난이 일어났을 때 시게토시는 아마쿠사 시로(天草四郎)가 이끄는 잇키 군을 진압했다고 전해진다.

## 이설
아케치 미쓰히데와 사촌관계로 있는 아케치 미쓰하루와 잘 혼동된다. 하지만, 히데미쓰는 아케치 후다이 가신으로 있는 미야케씨 출신이다. 기후현 미나 시 아케치 정에서는 아케치 성 장수 도야마 가게하루를 아케치 미쓰하루로 유추하는 사람도 있다. 히데미쓰와 미쓰하루를 동일인으로 하는 설이 있기 때문에, 이를 토대로 비약하면 도야마 가게하루는 히데미쓰라 말할 수 있다.
아케치 미쓰히데를 에도 초기의 승려 덴카이(天海)라는 설이 유명하지만, 히데미쓰도 덴카이로 보는 설도 존재한다. 덴카이의 출신이 오슈지만, 사용한 가몬은 도야마 씨 가몬, 아케치 가문과 같기 때문에 도야마 가게하루가 덴카이라고 하는 설도 있다. 단 이것은 추측에 불과하고 이것을 긍정할 사료는 존재하지 않는다.